# Solfatara

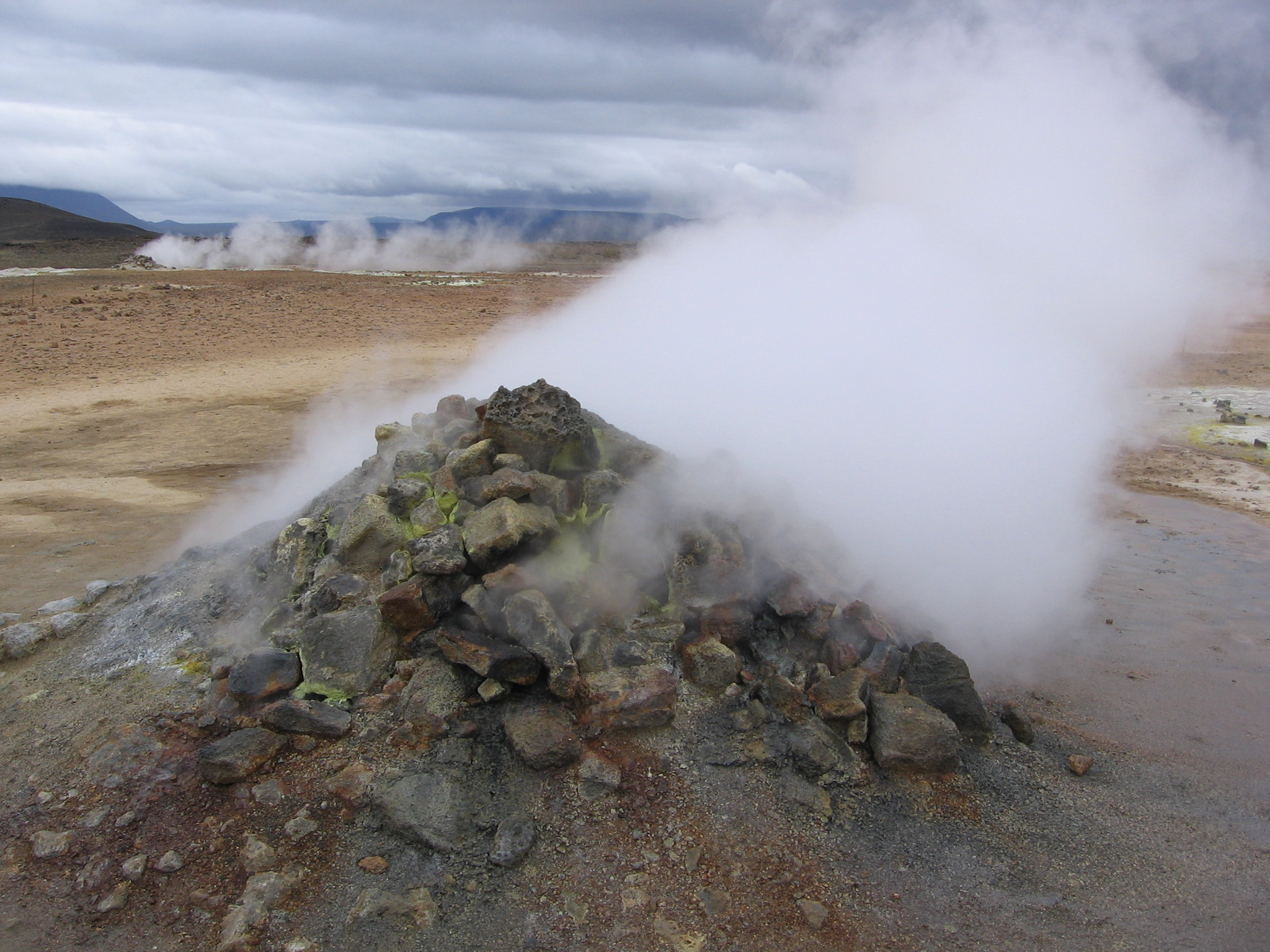
Solfatara v oblasti Krafla na Islandu

Solfatara (z latinského sulpha – síra a terra – země) je typem fumaroly. Stejně jako ona je projevem
sopečné činnosti, puklinou v zemi, z níž unikají páry.
Hlavními složkami těchto par jsou vodní pára a oxid uhličitý.
Od fumarolových se solfatarové páry liší zejména podstatně vyššími obsahy sulfanu a elementární síry.
Oxidací sirovodíku kyslíkem vzniká oxid siřičitý, který je vodou rozpouštěn na kyselinu siřičitou.
Ta okyseluje půdu okolo a spolu s horkou vodou způsobuje rozklad minerálních složek.
Prostřednictvím tohoto rozkladu a pomocí kondenzace vodní páry vznikají často celé sírové homole nebo bahnová jezírka.

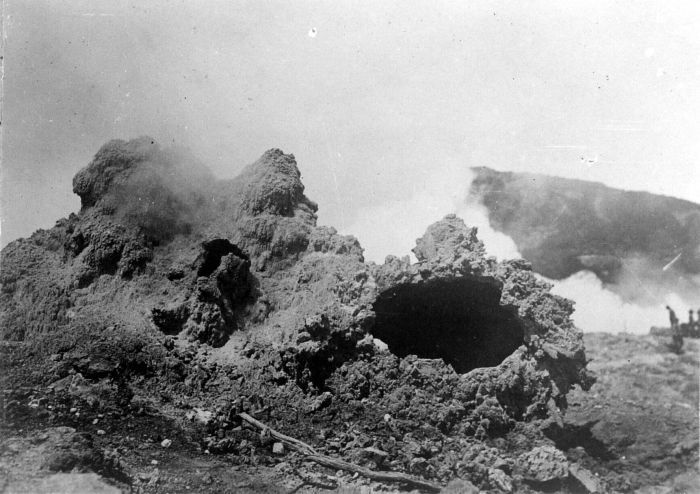
Sopka Papandajan, Západní Jáva
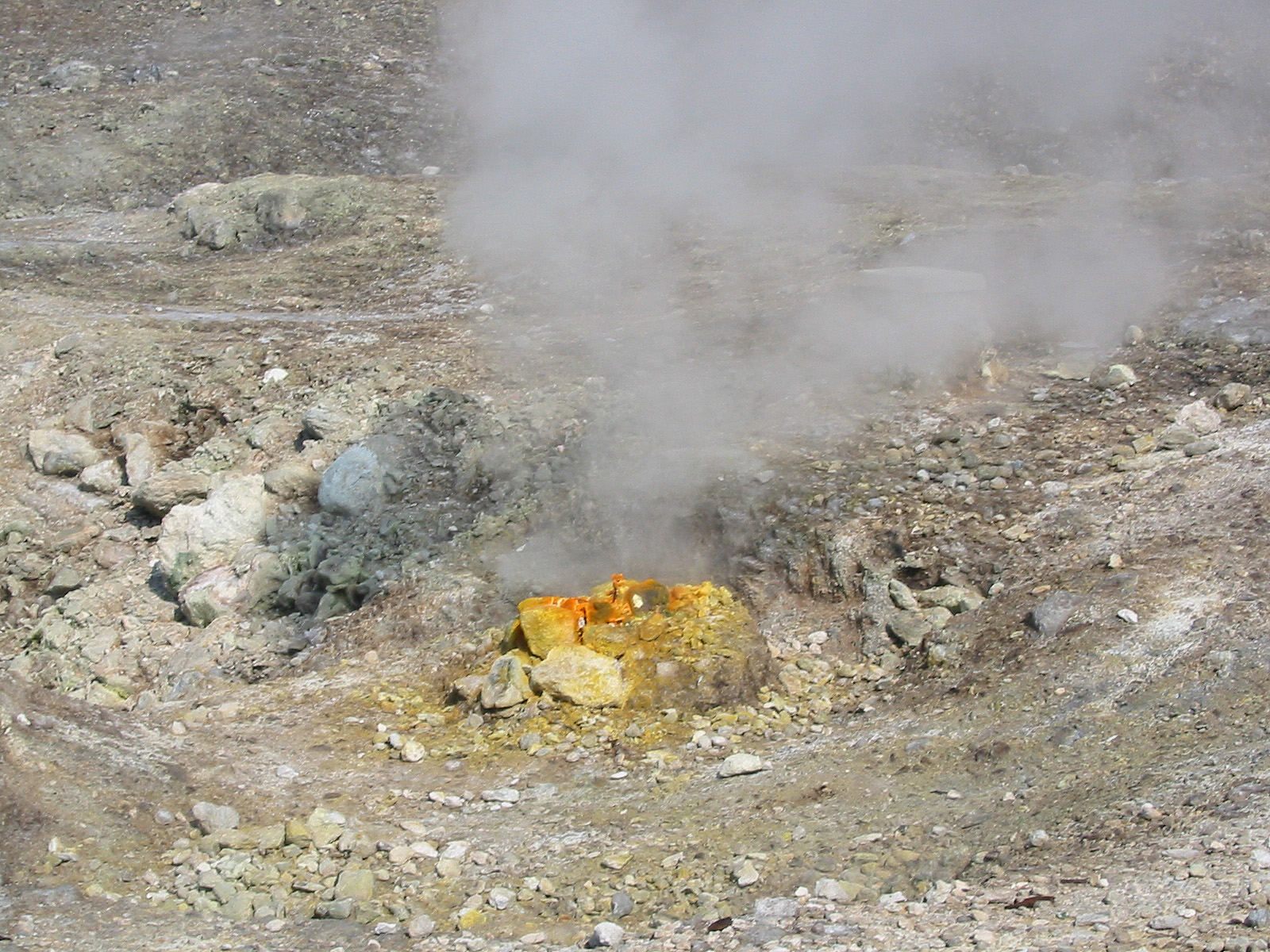
Kaldera Campi Flegrei, Itálie
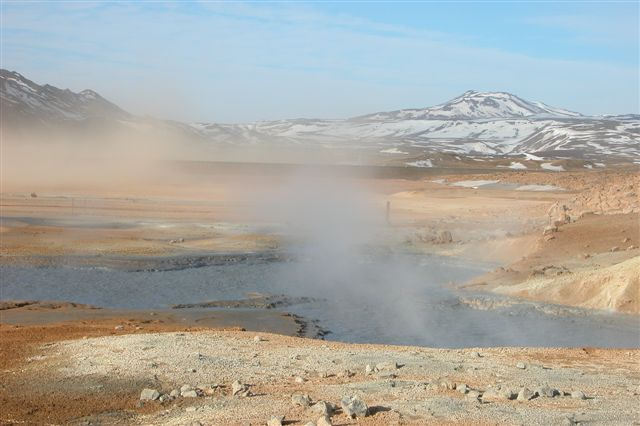
Oblast Námaskard, Island